# Hjálparfoss

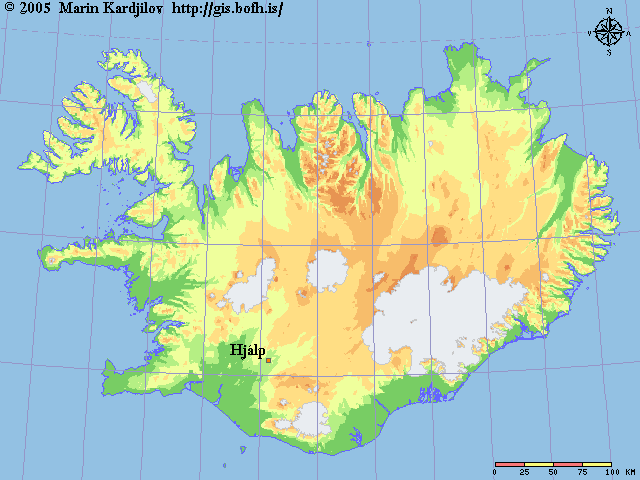
Hjálparfoss

Hjálparfoss es una cascada de Islandia, situada el sur de la isla.

## Características
Se encuentra en la región de Suðurland, en los campos de lava ala norte del estratovolcán Hekla cerca de la confluencia de los ríos Fossá y Þjórsá. Hjálparfoss se encuentra a unos 30 kilómetros al oriente de Flúðir. A unos 5 kilómetros al sur de Hjálparfoss se encuentra Þjófafoss; más al oriente se encuentra Háifoss en el Fossá y Tangafoss en el Þjórsá.
Río abajo de Hjálparfoss se encuentra la segunda hidroeléctrica islandesa, Búrfellsstöð.